# Káťa Kabanová
Káťa Kabanová (deutsch auch Katja Kabanowa) ist eine Oper in drei Akten von Leoš Janáček, der auch das Libretto nach Alexander Ostrowskis Drama Gewitter schuf. Die Uraufführung erfolgte am 23. November 1921 im Nationaltheater Brünn. Die deutsche Erstaufführung erfolgte am 8. Dezember 1922 im Opernhaus Köln. An der Komposition arbeitete Janáček von 1919 bis 1921. Die deutsche Übersetzung des Operntextes lieferte Max Brod.

## Handlung

### Erster Akt
Park am Steilufer mit Ausblick auf die Landschaft, rechts das Haus der Kabanovs; Nachmittagssonne
Am Ufer der Wolga sitzt Lehrer Kudrjaš und genießt den Blick auf den Strom. Der Kaufmann Dikój und sein Neffe Boris kommen zufällig vorbei. Boris ist von seinem Onkel abhängig, denn seine Großmutter hatte vor ihrem Tod verfügt, dass er nur dann sein Erbe erhalte, wenn er bis zu seiner Volljährigkeit seinem Onkel zu Diensten sei. Dikój nützt dies aus und lässt Boris sogar am Feiertag arbeiten.
Nun erscheint auch die Kaufmannswitwe Marfa, genannt „Kabanicha“, mit ihrem Sohn Tichon und dessen Frau Káťa, in die Boris heimlich verliebt ist. Die Kabanicha ist eifersüchtig auf ihre Schwiegertochter und wirft Tichon vor, seine Mutter seit der Hochzeit nicht mehr so zu lieben wie zuvor. Um ihn eine Weile von Káťa fernzuhalten, zwingt sie ihn, eine Reise zum Markt nach Kasan zu unternehmen, wie es der Vater früher auch immer tat. Der willensschwache Tichon kann sich ihr gegenüber nicht durchsetzen und willigt ein.
Zimmer im Haus der Kabanovs
Káťa erzählt Varvara, der Pflegetochter der Kabanicha, von ihren Träumen und davon, dass sie Boris, einen anderen Mann liebe. Schließlich tritt Tichon ins Zimmer ein, um sich von ihr zu verabschieden. Káťa fleht ihn vergeblich an, die Reise nicht anzutreten oder sie wenigstens mitzunehmen. Dann will sie ihm schwören, bis zu seiner Rückkehr mit keinem Fremden Worte oder Blicke auszutauschen. Dies findet Tichon unsinnig. Stattdessen folgt er dem Wunsch seiner Mutter und ermahnt Káťa, während seiner Abwesenheit fleißig zu sein und der Kabanicha zu gehorchen.

### Zweiter Akt
Arbeitsstube im Haus Kabanov im Halbdunkel der letzten Strahlen der Abendsonne
Die Kabanicha hält die Gartentüre des Anwesens, welche zum Ufer der Wolga führt, immer geschlossen. Varvara hat den Schlüssel allerdings heimlich ausgetauscht und gibt ihn Káťa, damit sie Boris am Abend treffen kann. Diese zögert noch immer, ihren Gefühlen freien Lauf zu lassen. Am Abend erhält die Kabanicha Besuch von ihrem betrunkenen Verehrer Dikój. Káťa nutzt die Gelegenheit und folgt Varvara zur Gartenpforte, die dort ihren Geliebten Kudrjaš treffen will.
An der Gartenpforte; Sommernacht
Kudrjaš singt ein Liebeslied, während er auf Varvara wartet. Als Boris erscheint, ermahnt er ihn, die verheiratete Káťa nicht durch eine Beziehung ins Unglück zu stürzen. Varvara kommt und zieht sich mit Kudrjaš zum Fluss zurück. Káťa nähert sich Boris erst zögerlich, gibt ihren Gefühlen aber allmählich nach, bis sich beide in die Arme fallen. Singend verschwinden beide im Dunkeln, von wo das andere Paar ihre Rufe hört. Schließlich mahnt Kudrjaš zum Aufbruch. Boris bleibt allein an der Pforte zurück.

### Dritter Akt
Galerie und Gewölbe einer Gebäuderuine mit Aussicht auf die Wolga; regnerischer Nachmittag
Zwei Wochen später ist Káťas Ehemann Tichon von seiner Reise zurückgekehrt. Kudrjaš, sein Freund Kuligin, Dikój, Boris und andere suchen in der Ruine Schutz vor dem Gewitter. Kudrjaš erklärt das Wetter rein wissenschaftlich, während Dikój es für eine Strafe Gottes hält. Varvara erscheint und informiert Boris über die Anwesenheit von Káťas Mann. Auch diese betritt das Gebäude. Von Schuldgefühlen geplagt und stark verängstigt durch das Gewitter gesteht sie der wenig später eintreffenden Kabanicha öffentlich ihren Ehebruch, bevor sie wieder hinaus in das tosende Wetter flieht.
Einsame Gegend am Ufer vor Einbruch der Nacht
Der besorgte Tichon sucht mit einigen Helfern am Wolga-Ufer vergeblich nach seiner Frau. Kudrjaš und Varvara beschließen unterdessen, in Moskau ein neues Leben zu beginnen. Káťa – am Ufer des Flusses herumirrend – ruft hilfesuchend nach Boris, bis er sie findet. Ein letztes Mal fallen sie sich in die Arme. Boris muss ihr jedoch mitteilen, dass ihn sein Onkel geschäftlich nach Sibirien beordert habe. Káťa verkraftet diese Nachricht nicht. Sie hat nun völlig das Gefühl, allein gelassen zu sein, und stürzt sich in die Fluten der Wolga. Der von Kuligin herbeigerufene Dikój kann nur noch ihre Leiche bergen. Tichon gibt seiner Mutter die Schuld am Tod seiner Frau. Die Kabanicha hingegen dankt gefühlskalt den Anwesenden für ihre Hilfe.

## Entstehung
Die Wahl des Sujets und die Entstehung der Oper hängen eng mit Janáčeks Leidenschaft für Kamila Stösslová zusammen. Er war der jungen Frau 1917 begegnet und hegte seither eine platonische Leidenschaft für sie. Die Figur der Káťa ist von Kamila inspiriert, wie Janáček in einem Brief beschrieb: „Es war Dein Bild, das ich in Káťa Kabanová sah, als ich die Oper komponierte.“ Es ist das Porträt einer unkonventionellen leidenschaftlichen Frau, die mit den Konventionen ihrer Zeit und ihrer Gesellschaft bricht und dafür einen hohen Preis zahlt.

## Zur Musik
Janáčeks musikalische Sprache ist eng mit der tschechischen, insbesondere mährischen Folklore verbunden. Gemeinsam mit František Bartoš, einem Kenner und Sammler mährischer Volkslieder, hatte er eine entsprechende Sammlung herausgegeben. Wie Smetana oder Dvořák ahmte er jedoch die Folklore nicht nach, sondern gewann daraus eine eigenständige, realistische Musiksprache, die ihn als einen mährischen Vertreter des Verismo erscheinen lassen. Für seine Opern ist ein untrennbares Wort-Ton-Verhältnis charakteristisch, das den Duktus der tschechischen Sprache aufnimmt und musikalisch transformiert. Janáček bemerkt dazu: „Wenn mich jemand ansprach, so habe ich seine Worte vielleicht nicht verstanden. aber den Tonfall! Ich wusste sofort, was in ihm vorgeht: Ich wusste, wie er fühlt, ob er lügt, erregt ist… Töne, der Tonfall der menschlichen Sprache, jedes Lebewesens überhaupt, hatten für mich die tiefste Wahrheit. Es scheint, dass diese melodischen Fragmente aus dem täglichen Leben für die individuelle musikalische Charakterisierung – besonders für die Oper – im höchsten Maße wichtig sind.“
Mit dieser Methode der Transformation des Sprachduktus in Musik hängen die Eigenheiten der Rhythmik Janáčeks eng zusammen: die asymmetrischen Verbindungen, die Verwendung von ungewöhnlichen, ungeraden Taktarten, die plötzlichen Übergänge von einer Bewegungsart zur anderen. Diese innovativen Beiträge zur Weiterentwicklung der Oper wurden zu seinen Lebzeiten jedoch kaum wahrgenommen, da sowohl die tschechische Sprache als auch Janáčeks Abkehr von den Hauptströmungen der Opernästhetik seiner Zeit Hindernisse darstellten, ein internationales Publikum zu gewinnen.

## Aufnahmen
- Supraphon (1959): Drahomira Tikalová (Káťa), Beno Blachut (Boris), Ludmilla Komancová (Kabanicha), Zdeněk Kroupa (Dikój), Bohumir Vich (Tichon), Viktor Koci (Kudrjaš), Ivana Mixová (Varvara), Orchester und Chor des Prager Nationaltheaters unter Jaroslav Krombholc
- Decca (1976): Elisabeth Söderström (Káťa), Petr Dvorský (Boris), Naděžda Kniplová (Kabanicha), Dalibor Jedlička (Dikój), Vladimír Krejčík (Tichon), Zdeněk Švehla (Kudrjaš), Libuše Márová (Varvara), Wiener Philharmoniker und Chor der Wiener Staatsoper unter Charles Mackerras
- Supraphon (1997): Gabriela Beňačková (Káťa), Peter Straka (Boris), Eva Randová (Kabanicha), Luděk Vele (Dikój), Miroslav Kopp (Tichon), Jozef Kundlák (Kudrjaš), Dagmar Pecková (Varvara), Tschechische Philharmonie und Chor des Prager Nationaltheaters unter Charles Mackerras
- Chandos (2006): Cheryl Barker (Káťa), Robert Brubaker (Boris), Jane Henschel (Kabanicha), Gwynne Howell (Dikój), Peter Hoare (Tichon), Peter Wedd (Kudrjaš), Victoria Simmonds (Varvara), Orchester und Chor der Welsh National Opera unter Carlo Rizzi (Aufnahme in englischer Sprache)